# Manna Dey
Prabodh Chandra Dey (Calcuta, 1 de mayo de 1919 - Bangalore, 24 de octubre de 2013), más conocido por su nombre artístico como Manna Dey (bengalí: মান্না দে). Fue un cantante de playback o reproducción indio, intérprete de temas musicales cantados en hindi, bengalí, gujarati, marathi, malayalam, kannada y asamés, que interpretó para películas en esos idiomas junto a Mohammed Rafi, Kishore Kumar y Mukesh. Está considerado como el mejor cantante clásico, sobre todo entre todos los intérpretes de la música del cine hindi, aunque cantó varios tipos de temas musicales como el género pop y folk. Grabó más de 3500 canciones a lo largo de su carrera. El gobierno de la India, lo honró con los títulos de "Padma Shri" en 1971, "Padma Bhushan" en 2005 y con el premio "Dadasaheb Phalke" en 2007.

## Reconocimientos y premios
Dey fue honrado y reconocido con los títulos de Padma Shri y Padma Bhushan.
La siguiente es la lista de Manna Dey, destacan otros premios:
- 1969 National Film Award for Best Male Playback Singer for the Hindi Film Mere Huzur.
- 1971 National Film Award for Best Male Playback Singer for the Bengali film Nishi Padma and Hindi film Mera Naam Joker.
- 1971 Padma Shri Award by Government of India.
- 1972 Filmfare Award for Best Male Playback Singer for Mera Naam Joker.
- 1985 Lata Mangeshkar Award awarded by Government of Madhya Pradesh.
- 1988 Michale Sahittyo Puraskar awarded by Renaissance Sanskritik Parishad, Dhaka.
- 1990 Shyamal Mitra Award by Mithun Fans Association.
- 1991 Sangeet Swarnachurr Award awarded by Shree Khetra Kala Prakashika, Puri.
- 1993 P.C.Chandra Award by P.C.Chandra Group & others.
- 1999 Kamala Devi Roy Award by Kamala Devi Group.
- 2001 Anandalok Lifetime Award by the Anandabazar Group.
- 2002 Special Jury Swaralaya Yesudas Award for outstanding performance in music.
- 2003 Alauddin Khan Award by the Government of West Bengal.
- 2004 National Award as Playback singer by Government of Kerala.
- 2004 Hony D. Lit Award by the Rabindra Bharati University.
- 2005 Lifetime Achievement award by the Government of Maharashtra.
- 2005 Padma Bhushan Award by the Government of India.
- 2007 First AKSHAYA Award by Government of Orissa.
- 2007 Awarded the Dada Saheb Phalke Award by the Government of India.
- 2008 Hony D. Lit Award by Jadavpur University.
- 2011 Filmfare Lifetime Achievement Award.
- 2011 Banga-Vibhushan by Government of West Bengal.

## Filmografía
- Tamanna (1942))
- Ramrajya (1943)
- Jwar Bhata (1944)
- Kavita (1944)
- Mahakavi Kalidas (1944)
- Vikramaditya (1945)
- Prabhu Ka Ghar (1946)
- Valmiki (1946)
- Geetgobind  (1947)
- Ham bhi Insaan Hai (1948)
- Awaara (1951)
- Andolan (1951)
- Rajput (1951)
- Jeevan Nauka (1952)
- Qurbani (1952)
- Parineeta' '(1953)
- Chitrangada (1953)
- Mahatma (1953)
- Boot Polish (1954)
- Baadban (1954)
- Mahatma Kabir (1954)
- Ramayan (1954)
- Shree 420 (1955)
- Seema (1955)
- Devdaas (1955)
- Jai Mahadev (1955)
- Jhanak Jhanak Payal Baje (1955)
- Chori Chori (1956)
- Do Aankhen Barah Haath (1957)
- Amar Singh Rathaur (1957)
- Janam Janam ke phere (1957)
- Johnny Walker (1957)
- Laal Batti (1957)
- Miss India (1957)
- Narshi Bhagat (1957)
- Naya Zamana (1957)
- Pardesi (1957)
- Parvarish (1958)
- Post Box 999 (1958)
- Anaadi (1959)
- Chacha Zindabad (1959)
- Kavi Kalidas (1959)
- Navrang (1959)
- Ujala (1959)
- Angulimaal' (1960)
- Anuradha (1960)
- Bambai ka Babu (1960)
- Barsaat Ki Raat (1960)
- Bewaqoof (1960)
- Jis Desh Mein Ganga Behti Hai (1960)
- Kala Bazar (1960)
- Kalpana (1960)
- Kabuliwala (1961)
- Baat Ek Raat Ki (1962)
- Dil Hi To Hai(1963)
- Rustam Sohrab (1963)
- Ustaadon Ke Ustaad (1963)
- Chitralekha (1964)
- Waqt (1965)
- Love in Tokyo (1966)
- Teesri Kasam (1966)
- Pyar Kiye Ja  (1966)
- Upkaar (1967)
- Raat Aur Din (1967)
- Aamne Samne (1967)
- Palki (1967)
- Nawab Sirajdoula
- Boond Jo Ban Gaya Moti (1967)
- Padosan (1968)
- Mere Huzoor (1968)
- Neel Kamal (1968)
- Ram aur Rahim (1968)
- Ek Phool Do Mali (1969)
- Chanda Aur Bijli (1969)
- Jyoti (1969)
- Mera Naam Joker (1970)
- Anand (1970)
- Johar Mehmood in Hong Kong (1971)
- Jane Anjane (1971)
- Lal Patthar (1971)
- Buddha Mil Gaya (1971)
- Anubhav (1971)
- Paraya Dhan (1971)
- Reshma Aur Shera (1971)
- Chemmeen (Malayalam)
- Bawarchi (1972)
- Seeta Aur Geeta (1972)
- Shor (1972)
- Zindagi Zindagi (1972)
- Avishkaar (1973)
- Dil Ki Rahe (1973)
- Hindustan Ki Kasam (1973)
- Sampurna Ramayan (1973)
- Saudagar (1973)
- Zanjeer (1973)
- Bobby (1973)
- Resham ki Dori (1974)
- Us Paar (1974)
- Sholay (1975)
- Himalaya Se Ooncha (1975)
- Sanyasi (1975)
- Ponga Pandit (1975)
- Jai Santoshi Ma (1975)
- Das Mnambati (1976)
- Mehbooba (1976)
- Amar Akbar Anthony (1977)
- Anurodh (1977)
- Minoo (1977)
- Main Tulsi Tere Aangan Ki (1978)
- Satyam Shivam Sundaram (1978)
- Jurmana (1978)
- Abdullah (1980)
- Choro Ki Baraat
- Kranti
- Karz (1980)
- Laawaris (1981)
- Prahaar (1990)
- Guria (1997)
- Umar (2006)

## Otras lecturas
- Autobiography in Bengali, Jeeboner Jalsaghorey, published by Anada Publishers, Kolkata.
- Autobiography in English, Memories Come Alive, published by Penguin Books.
- Autobiography in Hindi, Yadein Jee Uthi, published by Penguin Books.
- Autobiography in Marathi "Jeeboner Jalsaghorey", published by Sahitya Prasar Academy, Nagpur.
- A biography of Sri Manna Dey in Bengali, Manna Dey Mannyoboreshu, by Dr Gautam Roy, published by Anjali Publishers, Kolkata.